# Nysted Nor
Nysted Nor  er et nor  på sydkysten af Lolland, mellem byen Nysted mod øst og Aalholm mod vest. Området er en del af det store Natura 2000-område nr. 173 Smålandsfarvandet nord for Lolland, Guldborgsund, Bøtø Nor og Hyllekrog-Rødsand, og er  både Vildtreservat,  Ramsar- og EF-fuglebeskyttelsesområde. Noret udgjorde, sammen med en sejlrende et beskyttet område for oldtidens og middelalderens skibe. Der findes ikke andre sådanne naturligt beskyttede havne på strækningen fra Nakskov til Møn. F.eks. lå Rødby i bunden af en lavvandet fjord med mange øer og havde store problemer med tilsanding af adgangen til byen. I dag må også Nysted som trafikhavn se sig besejret af skibenes størrelse og naturen. Sejlrenden kan kun rumme mindre skibe, og Lollands kyst er i færd med at udligne sig og lukke farvandet ud for byen af til en strandsø. Ud for byen ligger nemlig en lang sandtange, Rødsand, der strækker sig fra Brunddragene og halvøen Hyllekrog øst for Rødbyhavn næsten til Gedser.

## Nysted Nor Vildtreservat
Vildtreservatet er på 147 ha, hvoraf de 67 ha er på land, og resten vand. Østsiden af reservatet er præget af havneanlæg og bymæssig bebyggelse, men på vestsiden af noret findes skov- og  engarealer, samt  bevoksninger af tagrør og anden sumpvegetation. I efterårs- og vintermånederne er noret rasteplads for især gråand, troldand, hvinand, taffeland, knopsvane og blishøne. 